# Jens Haven Island
Jens Haven Island är en ö i Kanada.   Den ligger i provinsen Newfoundland och Labrador, i den östra delen av landet, 1 700 km nordost om huvudstaden Ottawa. Arean är 22,0 kvadratkilometer.
Terrängen på Jens Haven Island är lite kuperad. Öns högsta punkt är 557 meter över havet. Den sträcker sig 7,2 kilometer i nord-sydlig riktning, och 4,6 kilometer i öst-västlig riktning.
Trakten runt Jens Haven Island är nära nog obefolkad, med mindre än två invånare per kvadratkilometer.